# خون‌گون (سرده)
خون‌گون (نام علمی: Pilostyles) نام یک سرده از راسته کدوسانان است.